# The Babysitter (film, 1995)
Pour les articles homonymes, voir The Babysitter.
Cet article concerne le film de 1995. Pour le film de 2017, voir The Babysitter (film, 2017).
Pour plus de détails, voir Fiche technique et Distribution.
The Babysitter est un film américain réalisé par Guy Ferland, sorti en 1995.

## Synopsis
Une jeune et séduisante baby-sitter devient, le temps d’une soirée, l’objet de convoitise de son petit ami, d’un autre garçon, et même du père de famille.

## Fiche technique
- Titre : The Babysitter
- Réalisation : Guy Ferland
- Scénario : Guy Ferland et Robert Coover
- Musique : Loek Dikker
- Photographie : Rick Bota
- Production : Spencer Franklin, Matt Hinkley, Kevin J. Messick, Steve Perry et Joel Schumacher
- Pays d'origine :  États-Unis
- Format : Couleurs - 1,85:1
- Genre : thriller
- Date de sortie : 1995

## Distribution
- Alicia Silverstone : Jennifer
- Jeremy London : Jack
- J. T. Walsh : Harry Tucker
- Lee Garlington : Dolly Tucker
- Nicky Katt : Mark
- Lois Chiles : Bernice Holsten
- George Segal : Bill Holsten
- Tuesday Knight : Serveuse